# Nokia 5730
Il Nokia 5730 XpressMusic è un telefono cellulare prodotto dall'azienda finlandese Nokia e messo in commercio nel 2009. La tastiera alfanumerica di questo dispositivo nascondeva uno slide con tastiera qwerty estesa. Il Nokia 5730 permetteva l'accesso all'Ovi Store.

## Caratteristiche
- Dimensioni: 112 x 51 x 15.4 mm
- Massa: 135 g
- Risoluzione display: 240 x 320 pixel a 16 milioni di colori
- Durata batteria in conversazione: 5 ore
- Durata batteria in standby: 300 ore (12 giorni)
- Fotocamera: 3.2 megapixel
- Memoria: 100 MB espandibile con MicroSD
- Bluetooth, Wi-Fi e USB e GPS
- Tastiera Alfanumerica con slide orizzontale con testiera qwerty estesa